# Microligia intervenata
Microligia intervenata är en fjärilsart som beskrevs av Louis Beethoven Prout 1917. Microligia intervenata ingår i släktet Microligia och familjen mätare. Inga underarter finns listade i Catalogue of Life.